# Die gestohlenen Weihnachtsgeschenke
Die gestohlenen Weihnachtsgeschenke (Originaltitel How the Grinch Stole Christmas!) ist ein US-amerikanischer Fernsehfilm aus dem Jahr 1966. Er ist eine Verfilmung des Kinderbuchs Wie der Grinch Weihnachten gestohlen hat von Theodor Seuss Geisel und handelt vom Grinch, einem grünen Wesen, das Weihnachten verabscheut. Aus diesem Grund beschließt er, den Bewohnern des Dorfs Werstadt, über dem er wohnt, das Fest zu verderben, indem er ihre Dekorationen und Geschenke stiehlt.
Die gestohlenen Weihnachtsgeschenke war die erste Zeichentrickverfilmung eines Werks von Dr. Seuss, der zunächst aufgrund negativer Erfahrungen mit dem Filmgeschäft der Adaption ablehnend gegenüberstand. Allerdings konnte ihn sein Bekannter Chuck Jones, der in den Vereinigten Staaten als Regisseur mehrerer Looney-Tunes-Produktionen bekannt wurde und die Idee zum Film hatte, erfolgreich umstimmen.
In den USA wurde der Film erstmals im Dezember 1966 auf CBS veröffentlicht. Seitdem gilt er im Land als Kultfilm und Weihnachtsklassiker, der in der Gegenwart im Dezember stets zwei Mal auf verschiedenen Fernsehsendern zu sehen ist. Diese Ausstrahlungen erreichen regelmäßig hohe Quoten.

## Handlung
Der Grinch, ein mürrisches, misanthropisches grünes Wesen, hat ein zwei Nummern zu kleines Herz und lebt mit seinem Hund Max allein in einer Höhle auf dem Berg Mount Crumpit. Unter dem Berg liegt das Dorf Werstadt, dessen Bewohner sich auf das bevorstehende Weihnachtsfest freuen.
Dem Grinch missfällt vor allem Weihnachten, besonders das üppige Festmahl, die Lieder und der Krach, den die Bewohner jedes Jahr veranstalten. Nach 53 Jahren hat er endgültig genug und beschließt, Weihnachten dieses Mal zu verhindern. Er schneidert sich selbst einen roten Mantel und Mütze, damit er dem Weihnachtsmann ähnelt, und verkleidet Max als Rentier. Anschließend begibt der Grinch sich, nachdem er den Hund zu dessen Enttäuschung nicht in seinem Schlitten mitfahren, sondern ihn diesen ziehen lässt, mit leeren Säcken nachts nach Werstadt.
Er schleicht sich in das erste Haus der schlafenden Bewohner und entwendet alle Dekorationen, Geschenke sowie Leckereien. Dabei wird er von dem Mädchen Cindy-Lou Who überrascht, das sich etwas zu trinken holen wollte und ihn traurig fragt, warum er den Weihnachtsbaum mitnimmt. Der Grinch hat Mitleid mit Cindy-Lou und erklärt, den Baum in seine Werkstatt zu bringen und zu reparieren, da eine der Kugeln kaputt sei. Anschließend gibt er ihr ein Glas Wasser und schickt sie zurück ins Bett. Nachdem er alle Gegenstände im Sack verstaut hat, setzt er dies in den anderen Häusern im Dorf fort.
Der Grinch und Max kehren zum Berg zurück, wo Ersterer den Schlitten hinunterstürzen lassen will. Vorher lauscht er gespannt, weil er die verzweifelte Reaktion der Bewohner mitanhören will. Zu seiner Überraschung singen diese wie gewohnt ihre Weihnachtslieder. Als der Grinch begreift, dass es bei Weihnachten nicht um materielle Dinge geht, wächst sein Herz um drei Nummern. Das verleiht ihm die Kraft, den herunterrutschenden Schlitten aufzuhalten. Danach gibt er den Bewohnern ihre Sachen zurück und wird eingeladen, zum Weihnachtsessen zu bleiben. Der Grinch nimmt freudig an und darf den traditionellen Braten anschneiden. Für seine Mühen erhält Max, der vorher unter den Launen seines Besitzers leiden musste, die erste Scheibe.

## Produktion
Der Animations-Regisseur Chuck Jones hatte mit dem bekannten Kinderbuchautor Theodor Seuss Geisel, besser bekannt als Dr. Seuss, bereits während des Zweiten Weltkriegs an der Cartoonreihe Private Snafu zusammengearbeitet. Jones fand Gefallen an Geisels Büchern, weswegen er eine Fernseh-Zeichentrickadaption von einem seiner Werke produzieren wollte. Er wandte sich an Geisel und schlug ihm vor, Wie der Grinch Weihnachten gestohlen hat für die Weihnachts-Saison 1966 zu verfilmen. Dieser haderte zunächst mit dem Vorschlag, da er während der Produktion seiner Verfilmung Die 5000 Finger des Dr. T. unangenehme Erfahrungen gemacht hatte. Weil er aufgefordert wurde, den Film an übliche Hollywood-Standards anzupassen und seine eigenen, skurrilen Ideen herunterzufahren, war er der Ansicht, nicht zum Mainstream-Filmgeschäft zu passen. Jones konnte ihn jedoch schließlich überreden, worauf Geisel seine eigene Filmproduktionsfirma The Cat in the Hat Productions beauftragte. Zusätzliche Unterstützung kam von Metro-Goldwyn-Mayer, bei der Jones damals angestellt war.
Ausstrahlender Sender war CBS, der Ende 1965 mit Die Peanuts – Fröhliche Weihnachten einen Überraschungserfolg gefeiert hatte. CBS überließ Jones und MGM für die Produktion einen Betrag von 315.000 Dollar (2021 entspräche dies knapp 3 Millionen Dollar); diese Summe war ungefähr viermal so hoch wie das Budget, das Bill Meléndez für den Peanuts-Film erhielt. Zu Jones’ Verblüffung fand er, nachdem mehrere andere Unternehmen abgelehnt hatten, im Bankenverband Foundation For Full-Service Banks einen Werbepartner. Jones merkte an, dass dies höchst ungewöhnlich war, nicht nur, weil der Film die Kommerzialisierung von Weihnachten kritisierte, sondern auch, da Jones die Zurückzahlung des vom Verband zur Verfügung gestellten Kredits aufgrund der unklaren Erfolgsaussichten der Produktion nicht garantieren konnte. Die Werbebotschaften des Verbands wurden bei späteren Wiederholungen aus dem Film geschnitten.
Als Erzähler und Grinch wurde der britische Schauspieler Boris Karloff besetzt. Geisel protestierte erfolglos gegen diese Entscheidung, da er seine Stimme als zu unheimlich empfand. Jones konnte Geisel jedoch überzeugen, dass Karloff die richtige Balance zwischen Angst einflößend und komisch finden werde. Karloff sprach den gesamten Film über in einer vornehmen, freundlichen Tonlage, für die Stellen als Grinch wurde daraus per Filtertechnik eine bedrohliche, raue Stimme. Karloff war zudem das einzige Ensemblemitglied, das im Abspann erwähnt wurde.
Jones hatte zunächst Schwierigkeiten mit der Adaption, weil er nicht wusste, wie er einen Weihnachtsfilm ohne typische Elemente wie christliche Bezüge und den klassischen Weihnachtsmann produzieren sollte. Ihm kam schließlich die Idee, Geisel eigene Weihnachtslieder auf Seussian Latian, also einer Art Küchenlatein, schreiben zu lassen. Nach Jones’ Ansicht gäbe es für der lateinischen Sprache nicht mächtige Personen keinerlei Unterschiede zwischen Geisels Textstelle Fahoofores, Dahoodores und Adeste fideles. (Jones’ Vermutung bestätigte sich, als nach der Ausstrahlung mehrere Zuschauer CBS schriftlich um eine englische Übersetzung der „lateinischen“ Lieder baten).
Im Bezug auf die Figur Cindy-Lou Who nahm Jones einige Änderungen vor. Im Buch hat sie ein insektenähnliches Aussehen, anfangs nur ein paar dünne, nach oben abstehende Haarsträhnen und ist erst am Ende mit blonden Haaren und einer roten Schleife zu sehen. Im Film hat sie dagegen ein menschliches Aussehen, sowohl blonde Haare als auch einzelne abstehende schwarze Haare, zudem ähnelt ihr Gesicht an manchen Stellen dem des Grinchs. Obgleich sie in der Produktion eine etwas größere Rolle einnimmt als im Buch, musste Jones zu seiner Enttäuschung weitere Szenen mit ihr aus Zeitgründen streichen.
Der Hund Max wurde von Jones als stiller Beobachter der Aktion des Grinchs und Opfer seiner Gemeinheit ausgelegt, ähnlich den Figuren Daffy Duck und Schweinchen Dick in Jones’ Filmen Astro-Daffy und Robin Hood Daffy. Als Fellfarbe wählte Jones für den Grinch, der im Buch schwarz-weiß war, grün, weil alle Mietwagen, die er in dieser Zeit fuhr, nach seiner Aussage eine ähnliche Schattierung hatten. Insgesamt dauerte die Produktionsphase knapp ein Jahr, zählte 15.000 Cel-Zeichnungen und mehr als 1.000 Entwürfe, zudem waren 60 Musiker an der Aufnahme des Soundtracks beteiligt. Geisel war der Ansicht, dass die fertigen Zeichnungen zu sehr von seinen Originalzeichnungen abwichen und zu viel von Jones’ eigenem Stil enthielten. Insbesondere beim Anblick des Grinchs merkte er gegenüber Jones verärgert an, dass der Grinch nicht wie seine literarische Vorlage, sondern eher wie Jones selbst aussehe. Jones antwortete lediglich, dass so etwas eben manchmal vorkomme.

## Veröffentlichung
Die gestohlenen Weihnachtsgeschenke wurde erstmals am 18. Dezember 1966 auf CBS ausgestrahlt. Vor der Veröffentlichung kam es zu einem Wiedersehen zwischen Jones und seiner Jugendfreundin Marian Dern, die Geisel anlässlich der bevorstehenden Veröffentlichung im Auftrag von TV Guide interviewte. 15 Jahre nach dem Gespräch heirateten Jones und Dern.
Auf CBS liefen bis 1988 in jeder Weihnachtssaison Wiederholungen des Films, danach war er auf den Kabelsendern TNT, TBS und The WB zu sehen. Nach dem Aus des Letzteren lagen die Ausstrahlungsrechte kurzzeitig bei ABC. Seit 2015 läuft der Film zweimal in der Weihnachtssaison auf TBS, TNT und NBC, das die Rechte in dem Jahr von Warner Bros. Entertainment erwarb.
In den 1990er Jahren wurde der Film von MGM unter anderem auf VHS veröffentlicht. 1997 brachte MGM die Produktion zusammen mit der Geisel-Verfilmung Das sprechende Staubkorn auf DVD heraus, 2000 folgte von Warner Bros. eine weitere VHS sowie eine DVD. Auf letzterer waren zudem unter anderem ein Audiokommentar vom Animator Phil Roman und der Sprecherin June Foray, Interviews mit dem Komponisten Albert Hague und dem Sänger Thurl Ravenscroft sowie eine Dokumentation über das Produktionsgeschehen enthalten. Die DVD wurde in den Medien für diese Bonus-Materialien gelobt, gleichzeitig aber auch für die schlechte Bildqualität kritisiert.
2006 erschien zum 50. Jubiläum der Buchveröffentlichung eine weitere DVD. Neben einer Retrospektive waren auf dieser die vorangegangenen Boni bis auf den Audiokommentar erneut enthalten, außerdem wurde die Bildqualität verbessert. Kurz darauf erschien eine zweite Ausführung dieser DVD mit Audiokommentar; zudem war der Film Teil des DVD-Sets Classic Christmas Favorites. Im September 2012 erschien der Film zusammen mit den Fortsetzungen Dr. Seuss – An Halloween kommt Grinch und The Grinch Grinches the Cat in the Hat erneut auf DVD.
In Deutschland erschien Die gestohlenen Weihnachtsgeschenke zusammen mit Das sprechende Staubkorn zunächst auf VHS, später auch als DVD. Der Film ist zudem bei mehreren Streamingdiensten abrufbar.

## Soundtrack
Auf dem Soundtrack des Films waren die Lieder Welcome Christmas, Trim Up The Tree With Christmas Stuff und You’re a Mean One, Mr. Grinch. Trim Up The Tree With Christmas Stuff stammt von Albert Hague, der sich bei der Komposition für eine vom Square Dance inspirierte Melodie entschied. You're a Mean One, Mr. Grinch, das erfolgreichste Lied des Soundtracks, wurde in der Produktion vom damals populären Sänger Thurl Ravenscroft vertont. Ravenscroft wurde wegen seiner berühmten Bass-Stimme ausgewählt, die als Werbestimme des Kellogs-Maskottchens Tony the Tiger in der Öffentlichkeit bekannt war. Weil Ravenscroft unbeabsichtigt nicht im Abspann erwähnt wurde, dachten viele Zuschauer, dass You're a Mean One, Mr. Grinch von Karloff stammt, da er den Erzähler sprach. Nachdem Geisel den Fehler bemerkt hatte, entschuldigte er sich per Anruf bei Ravenscroft und schrieb an alle großen Zeitungen im Land Briefe, in denen er den Sachverhalt erklärte und um eine Erwähnung Ravenscrofts in Artikeln über den Film bat.

## Rezeption
Der US-amerikanische Aggregator Rotten Tomatoes erfasst 100 % wohlwollende Kritiken. Gegenwärtige Fernsehausstrahlungen des Films erreichen regelmäßig hohe Einschaltquoten, so betrug das Nielsen Rating 2017 auf NBC 1,6/6. Das entsprach gut fünf Millionen Zuschauern und sicherte dem Sender den insgesamt zweiten Platz der Einschaltquoten am ersten Weihnachtstag.
In den Vereinigten Staaten gilt Die gestohlenen Weihnachtsgeschenke neben Produktionen wie Rudolph mit der roten Nase, Die Peanuts – Fröhliche Weihnachten und Frosty the Snowman als Weihnachtsklassiker. Jamie Righetti schrieb in der IndieWire, dass die Geschichte zwar mittlerweile altbekannt sei, allerdings verursache der Film beim alljährlichen Ansehen aufgrund seiner Zeitlosigkeit jedes Mal eine neue Welle flauschiger Nostalgie. Laut J. R. Jones vom Chicago Reader sei der knurrende, heimtückische Grinch die letzte großartige Rolle Karloffs. Jones nutze das begrenzte Budget voll aus, was sich unter anderem in der Szene zeige, in der der Grinch mit seinem Schlitten den Berg hochfährt, da Jones darin mit seiner Lieblingsmuse, der Schwerkraft, wiedervereint werde. James Poniewozik von der Time äußerte sich vor allem positiv über die Boshaftigkeit des Grinchs. Geisel habe damit einen Schurken für die Ewigkeit geschaffen, dieses Vergnügen würde durch Jones und Karloffs vorzügliches Spiel im Film perfekt dargestellt. Die fröhliche, grelle, herzensgute Adaption sei eine wundervolle, schreckliche Idee.

## Fortsetzungen
1977 wurde die Fortsetzung Dr. Seuss – An Halloween kommt Grinch auf ABC ausgestrahlt. Sie ist ein Prequel von Die gestohlenen Weihnachtsgeschenke. In ihr geht es um den Grinch, der die Bewohner von Werstadt jedes Jahr an Halloween in Angst und Schrecken versetzt. Die Produktion gewann den Emmy in der Kategorie Bestes Animationsprogramm. Fünf Jahre danach kam die Produktion The Grinch Grinches the Cat in the Hat heraus. Darin trifft der Grinch auf den Kater aus Geisels Buch Der Kater mit Hut. Letzterer will herausfinden, warum der Grinch böse ist, was dieser ihm mit neuen Erfindungen, die für Chaos sorgen, nicht gerade leicht macht. Dieser Film gewann ebenfalls den Emmy in derselben Kategorie.

## Auszeichnung
1967 gewann Karloff für den Soundtrack des Films einen Grammy in der Kategorie Bestes Kinderalbum.